# Cuauhtémoc Cardona Benavides
Cuauhtémoc Cardona Benavides (Tijuana, Baja California 27 de marzo de 1965) es un político mexicano, miembro del Partido Acción Nacional, ha sido diputado federal y fue subsecretario de Enlace Legislativo de la Secretaría de Gobernación.
Es licenciado en Derecho por la Universidad Autónoma de Baja California, de 1989 a 1992 fue diputado al Congreso de Baja California, posteriormente fue director de Desarrollo Político y subsecretario General de Gobierno de Baja California, en 2000 fue elegido diputado federal plurinominal a la LVIII Legislatura hasta 2003, luego ocupó el cargo de coordinador de Enlace Institucional de la Secretaría de Energía, el 7 de diciembre de 2006 el presidente Felipe Calderón Hinojosa lo nombró Subsecretario de Política Sectorial de la Secretaría de la Reforma Agraria, hasta el 27 de enero de 2008 en que fue a su vez nombrado Subsecretario de Enlace Legislativo de la Secretaría de Gobernación. Renunció a este último cargo el 27 de mayo de 2009 para integrarse al equipo de campaña del candidato a Gobernador de San Luis Potosí, Alejandro Zapata Perogordo. El 14 de julio del 2009, es designado nuevamente Subsecretario de Política Sectorial en la Secretaría de la Reforma Agraria. Después de haber dejado la Reforma Agraria se desempeñó como Secretario General Adjunto del Comité Ejecutivo Nacional del Partido Acción Nacional y como Secretario de Elecciones, por lo que coordinó el tema de las alianzas electorales que se llevaron a cabo en los procesos de 2010.
El 19 de julio de 2010 fue nombrado Secretario General de Gobierno del Estado de Baja California en sustitución de Francisco Blake Mora.
De octubre del 2013 a septiembre del 2016 fue por segunda ocasión Diputado en la XXI Legislatura Estatal y fue  Presidente de la Comisión de Transparencia y Participación Ciudadana.